# Tatort: Zwischen den Ohren
Zwischen den Ohren ist ein Fernsehfilm aus der Krimireihe Tatort. Der Film wurde vom WDR und der Müller & Seelig Filmproduktion produziert und wurde am Sonntag, den 18. September 2011 erstmals im Ersten ausgestrahlt. Es ist der 20. Fall des Ermittlerduos Thiel und Boerne aus Münster.

## Handlung
Während sich Frank Thiel auf das Pokalspiel zwischen dem FC St. Pauli und dem FC Bayern München freut, fischt sein Vater beim Münsteraner Nachtangeln einen abgetrennten Fuß aus dem Dortmund-Ems-Kanal. Rechtsmediziner Boerne findet heraus, dass es sich bei dem Fuß um den Körperteil einer toten Frau handeln muss. Auch deren Identität kann schnell geklärt werden: Es handelt sich um Boernes Jugendfreundin Susanne Clemens.
Die Ermittlungen führen Thiel zum Tennisclub TVC Münster, wo Susanne zuletzt gearbeitet hat. In Susannes dortiges Büro war kürzlich eingebrochen worden. Als Thiel dort den Präsidenten des Clubs, den Kiesgrubenbesitzer Albrecht Heck, vernehmen will, stellt sich heraus, dass neben ihm auch Nadine Petri, ein großes Tennistalent, und ihre ehrgeizigen Eltern die Tote näher gekannt haben.
Als Nächstes will Thiel die Mitglieder der Motorrad-Gang Wotan Wolves verhören, die mit Susanne irgendetwas zu tun gehabt haben müssen, da Fotos einiger der Mitglieder in ihrer Werkstatt aufgehängt waren. Währenddessen findet Herbert Thiel beim neuerlichen nächtlichen Angeln die Leiche von Susanne Clemens. Boerne stellt fest, dass die Todesursache Ertrinken gewesen sein muss. Einige Tage zuvor ist sie allerdings schwer verprügelt worden. Des Weiteren befindet sich eine auffällige Tätowierung auf Susannes Körper. Dieses Merkmal führt Thiel zu der Schlussfolgerung, dass die burschikose Susanne als Mann verkleidet Eingang bei den Wotan Wolves gefunden hatte und sie die Gang mit ihrem Wissen um deren kriminelle Aktivitäten schließlich erpresst hat, um die Pflegekosten für ihren Vater bezahlen zu können. Die Wolves geben zu, Susanne verprügelt zu haben, streiten den Mord aber ab.
Während sich Professor Boerne auf die Verleihung eines Wissenschaftspreises vorbereitet, befragt Thiel ihn zu den Ergebnissen der rechtsmedizinischen Untersuchung. Es stellt sich heraus, dass Susanne offensichtlich Testosteron in großen Mengen eingenommen hat, um männlicher zu werden. Ihr Vater bestätigt diese transgeschlechtlichen Tendenzen seiner Tochter. Als Thiel daraufhin in Susannes Garage noch einmal nach Spuren sucht, entdeckt er eine versteckte Kammer hinter einem Regal. Daraufhin taucht Nadine Petri in der Garage auf. Thiel stellt sie zur Rede und erfährt, dass Nadine um Susannes Doppelleben wusste und zu der erheblich älteren Frau eine tiefe persönliche Bindung hatte, über deren Natur Thiel aber nur spekulieren kann. Nachdem Nadine gegangen ist, entdeckt Thiel noch eine selbstgebrannte DVD hinter einem Poster. Zuhause sieht er sich diese an: Zu sehen sind Susanne und Nadine, die sich unterhalten. Susanne bringt Nadine dazu, zu ihrer Intersexualität zu stehen. Thiel vermutet nun, dass Susanne nicht die Wolves erpresst hat, sondern Nadines Familie.
Nach einer mit Boerne durchzechten Nacht, in der beide Brüderschaft getrunken haben, erscheint Thiel erneut im Tennisclub, um Nadine von der DVD zu berichten und seine Hypothese zu überprüfen. Jedoch sagen erst ihre Eltern aus, dass Susanne die Erpressung in der Tat begangen hat. Für Einzelheiten solle sich Thiel an Heck wenden, der auch als Nadines Manager fungiert. Des Weiteren stellen die Petris dem Kommissar ein Gutachten zur Verfügung, das angeblich beweist, dass Nadine eine ganz normale Frau ist. Als Alibis geben sie vor, zur Tatzeit Tennisspiele analysiert zu haben bzw. in der Oper gewesen zu sein. Die anschließende Vernehmung von Heck ergibt, dass dieser zur Tatzeit im Bordell gewesen sein will.
Da Thiel mit einem Trick herausgefunden hat, dass Nadine sich an diesem Abend mit ihrem Freund, dem Medizinstudenten Sven, im Krankenhaus treffen will, erscheint er dort und ermittelt, dass die beiden das Gutachten des Frauenarztes zu ihrem Geschlecht anzweifeln und auf eigene Faust per Röntgenbild überprüfen wollen. Thiel holt Boerne aus einer Vorstellung von Nabucco, um Nadine professionelle Hilfestellung dabei zu geben. Währenddessen vernimmt Thiel den Freund. Boernes Untersuchung ergibt dann, dass Nadine tatsächlich intersexuell ist; da sie genetisch männlich ist, steht ihre Tenniskarriere allerdings vor dem Aus. Das Gutachten war falsch.
Am nächsten Tag findet die Polizei auf Nadeshdas Initiative hin ein Motorrad im Dortmund-Ems-Kanal und zwar an der Stelle, an der Susanne Clemens, mit starken Schlafmitteln betäubt, ins Wasser geworfen wurde. Weiterhin informiert Nadeshda Thiel, dass der Gynäkologe, der das falsche Gutachten erstellt hat, mit Heck bestens bekannt sein muss. Hecks Kiesgrube steht vor der Insolvenz, und er hat sich daher als Nadines Manager 25 % ihres Einkommens zusichern lassen.
Boerne und Frau Haller finden in Susannes Nebenhöhlen Kiespartikel, was auf Hecks Kieswerk hindeutet, das in der Nähe des Kanals liegt. Dort findet sich als Indiz eine auffällige Kette. Auch Sven wird als Verdächtiger angesehen, und eine Durchsuchung seiner Wohnung fördert den bei dem Einbruch in den Tennisclub gestohlenen Computer zutage. Die Vernehmung des jungen Mannes ergibt, dass ihm auch die gefundene Kette gehört. Den Mord streitet er jedoch ab und er kann ihm auch nicht nachgewiesen werden. Als die Ermittlungen in einer Sackgasse zu enden drohen, teilt Boerne mit, dass er bei der Untersuchung von Nadine festgestellt hat, dass diese ebenfalls das Schlafmittel eingenommen haben muss, welches Susanne verabreicht bekommen hatte.
Als Thiel während des Pokalspiels durch einen Satz des Fernsehkommentators die Eingebung bekommt, dass der Mord eine Art Teamarbeit gewesen sein muss, überprüft er zusammen mit Nadeshda die Aufnahmen der Überwachungskamera des Opern-Parkhauses, wo die Mutter von Nadine Petri zur Tatzeit gewesen sein will. Es stellt sich heraus, dass sie die Oper für zwei Stunden verlassen hat. Thiel sucht wieder Nadines Familie auf, die sich im Krankenhaus befindet, wo Nadine wegen eines Selbstverstümmelungsversuchs behandelt wird. Thiel konfrontiert als erstes Nadines Bruder mit der Tatsache, dass jedes Mitglied der Familie nur ein Alibi für einen Teil der Tatnacht hat und sie alle zusammen schuldig sind, weil jeder von Nadines erwarteter Tenniskarriere zu profitieren hoffte, der Susanne mit ihrer Erpressung im Wege stand. Die Familie gibt den Mord an Susanne zu. Heck war Mittäter. In der Schlussszene findet Thiel Boerne schlafend auf seiner Wohnzimmercouch vor. Er startet erneut die Videoaufzeichnung des Pokalspiels, als Boerne erwacht und erklärt, das Fußballspiel wäre äußerst langweilig gewesen, 4:4 in der Verlängerung, doch der FC St. Pauli hätte dann im Elfmeterschießen verloren. Thiel schreit nur verzweifelt „Boerne!“.

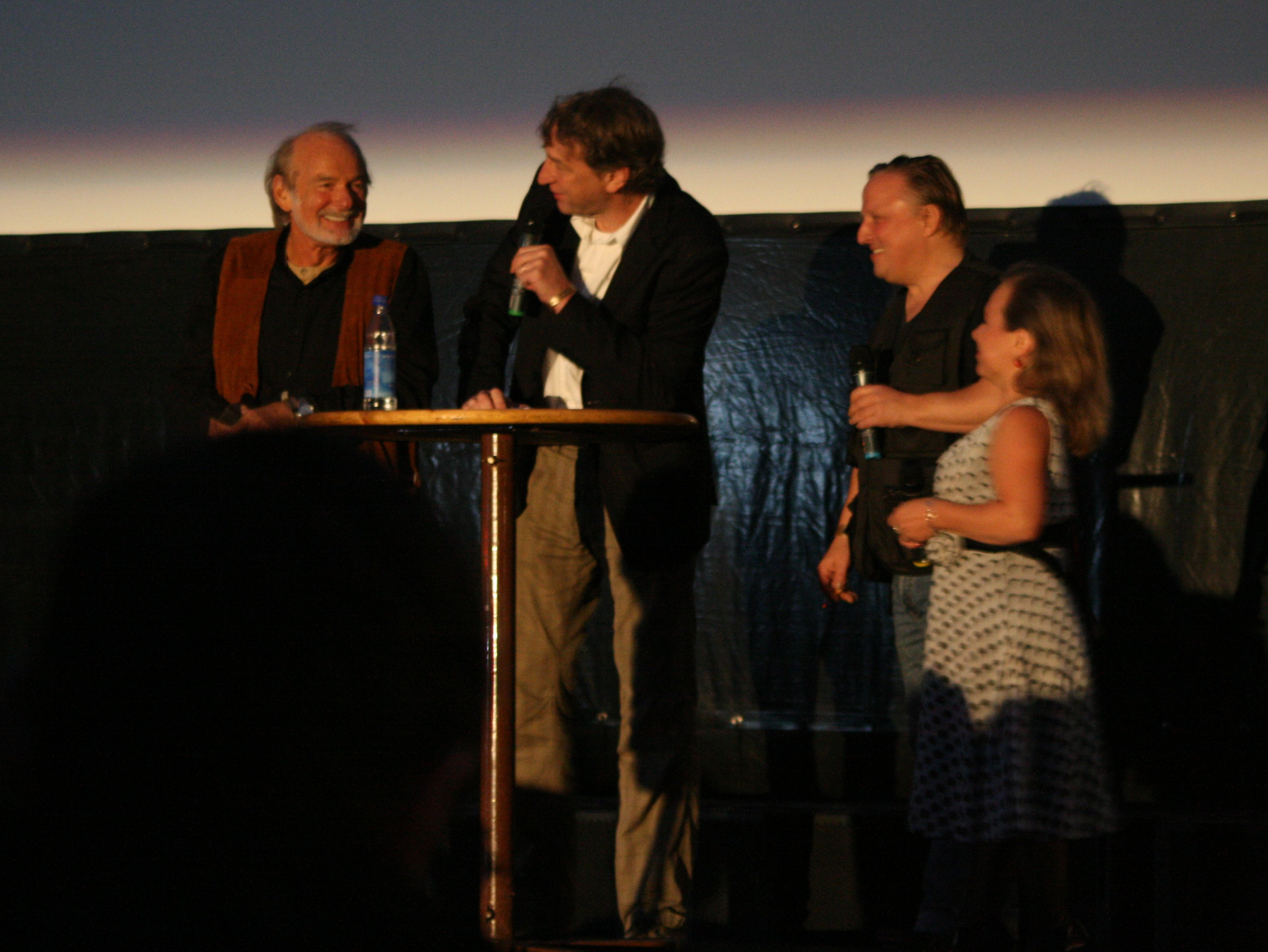
Premiere vor dem Fürstbischöflichen Schloss Münster mit Claus Dieter Clausnitzer, Axel Prahl und Christine Urspruch

## Rezeption

### Kritik
Die Kritiken zu Zwischen den Ohren waren überwiegend gemischt bis leicht positiv.

„Auch in diesem Jubiläums-„Tatort“ geht es also wieder gewohnt lustig zu, was zum Glück über manche Schwäche des eigentlichen Kriminalfalls hinwegtröstet. […] Die weitere Handlung und vor allem die Auflösung dieses klassischen „Wer war es?“-Kriminalfalls wirkt dann doch sehr konstruiert und zudem thematisch überfrachtet. Und auch die Frage, um die sich hier später alles dreht („Wann ist eine Frau eine Frau?“), wird arg oberflächlich abgehandelt, sorgt aber für einen durchaus witzigen Runninggag. […] Manche Dinge sind eben ganz einfach. Und einfach, wenn auch gut gemacht, ist dieser „Tatort“, der die Erwartungen der zahlreichen Freunde des Ermittlerduos Thiel/Boerne zielgenau erfüllt, lustige Kabbeleien, witzige Einfälle und sorgfältig platzierte kleine Gags inklusive.“

„Eine toughe Bikerin ist ermordet worden. Thiel ermittelt zwischen Rocker- und Tennis-Szene. Dort stößt er auf viele Verdächtige & ein gutes Motiv: Mord als Antwort auf eine Erpressung. Intersexualität geistert als MacGuffin durch den 20. „Tatort“ aus Münster. Nette, augenzwinkernde Einlagen in einem halbherzigen, unterdurchschnittlich besetzten Krimi.“

„Trotz etlicher Stärken im Detail überzeugt der zwanzigste „Tatort“ aus Münster in der Summe nicht. Seit geraumer Zeit hat der Sonntagabendkrimi den Leistungssport als Schauplatz entdeckt und in ausgleichender Geschlechtergerechtigkeit schon die Fußballnationalmannschaften der Damen wie der Herren bedacht. Und erst vor wenigen Wochen verkörperte Edgar Selge im Kölner „Tatort“ einen Transsexuellen auf berührende, ebenso zurückhaltende wie pathetische Weise. Jetzt sollte es um Intersexualität im Leistungssport gehen. Keine schlechte Idee. Aber sie passt offenbar nicht nach Münster. Dort hat man nix als Pointen zwischen den Ohren. Das reicht für einen unterhaltsamen Abend. Aber für ein solches Thema ist es zu wenig.“

„[…]Dann folgt der Schlagabtausch zwischen dem selbstverliebten Boerne, seiner kleinwüchsigen Assistentin Alberich und Thiel. Man kennt es, man mag es, auch und gerade weil den Münsteranern äußerst selten die staatstragenden Themen und Betroffenheitsthematiken ins Drehbuch geschrieben werden. Doch diesmal schleicht sich in Trippelschritten ein ernsthaftes Thema ein: Intersexualität. Anhand des Mordopfers, Boernes Schulfreundin Susanne, und der jungen Tennisspielerin Nadine Petri (Anna Bullards), wird gezeigt, wie es Menschen geht und ergeht, die mit Merkmalen beider Geschlechter geboren werden. Und wie es sich lebt, wenn man als Frau gerne ein Mann wäre. Und während vor zwei Wochen der Kölner "Tatort" durch diese Thematik sehr schwer wurde, gelingt es den Drehbuchautoren Thorsten Wettcke und Christoph Silber die Leichtigkeit zu erhalten, dabei aber nicht in die Geschmacklosigkeit abzudriften, sie allenfalls kurz zu streifen. Wenn die Grenze zur Niveaulosigkeit in Sichtweite ist, wird der Zuschauer aus der Heiterkeit herausgerissen, so wie Kommissar Thiel gleich mehrere Male aus dem inzwischen aufgezeichneten Fußballspiel. Besonders Axel Prahl gelingt der Wechsel zwischen Kalauern und Ernsthaftigkeit.“

### Einschaltquoten
Die Erstausstrahlung von Zwischen den Ohren am 18. September 2011 wurde in Deutschland insgesamt von 10,40 Millionen Zuschauern gesehen und erreichte einen Marktanteil von 28,8 % für Das Erste; in der Gruppe der 14- bis 49-jährigen Zuschauer konnten 3,53 Millionen Zuschauer und ein Marktanteil von 22,8 % erreicht werden.
In Österreich wurden 719.000 Zuschauer und 24 Prozent Marktanteil erzielt.